# 오클라티니우스 씨족
오클라티니우스 씨족(gens Oclatinia)은 제정 시대의 잘 알려지지 않은 고대 로마의 가문이다. 서기 218년에 마크리누스 황제와 두 차례 집정관에 오른 마르쿠스 오클라티니우스 아드벤투스(Marcus Oclatinius Adventus) 한 명이 가장 유명하다.  여러 자료들을 통해서, 그가 서기 202년 셉티미우스 세베루스 시기 프로쿠라토르 아우구스토룸을, 205년과 207년 사이에 브리타니아의 총독을 지냈다는 점이 알려져 있다.

## 기원
'오클라티니우스'(Oclatinius)라는 노멘은 서기 160년에 보좌 집정관을 지낸 티베리우스 오클라티우스 세베루스가 태어난 '오클라티우스 씨족과 뿌리를 분명히 공유하며, 아마도 지명이나 인명에 아스(-as)나 아티스(-atis)로 끝나거나 과거 분사에서 아투스(-atus)로 끝나는 것에서 비롯한, 어미 아티우스(-atius)를 사용하여 만들어진 씨족(gentilicia) 명의 일종인 오크라티우스(Ocratius)의 철자법 변형으로 추정한다.

## 참조
1. ↑  첫 집정관 시기는 알려져 있지 않다.

## 참고 문헌
- Lucius Cassius Dio Cocceianus (카시우스 디오), Roman History.
- 헤로디아노스, History of the Empire from the Death of Marcus.
- 테오도르 몸젠 et alii, Corpus Inscriptionum Latinarum (The Body of Latin Inscriptions, abbreviated CIL), Berlin-Brandenburgische Akademie der Wissenschaften (1853–present).
- George Davis Chase, "The Origin of Roman Praenomina", in Harvard Studies in Classical Philology, vol. VIII (1897).
- 파울 폰 로덴, 엘리마어 클렙스, & 헤르만 데사우, Prosopographia Imperii Romani (The Prosopography of the Roman Empire, abbreviated PIR), Berlin (1898).